# 女儿经
女儿经是一部1934年上映的中国电影，該電影由明星影业公司出品，並由程步高、李萍倩、沈西苓、张石川和郑正秋、徐欣夫、陈铿然、吴村、姚苏凤等人执导。九位导演联各自导演一段故事，並且由胡蝶等60多人聯合出演。这部电影的改編自同名小说，講述的是当时中国的女性。